# Juszkowo (przystanek kolejowy)
Juszkowo – zlikwidowany przystanek osobowy w Juszkowie, w województwie pomorskim, w Polsce. Znajduje się na trasie linii nr 229 Pruszcz Gdański - Łeba.